# 27. Kavallerie-Brigade (2. Königlich Württembergische)
Die 27. Kavallerie-Brigade (2. Königlich Württembergische) war ein Großverband der Württembergischen Armee.

## Geschichte

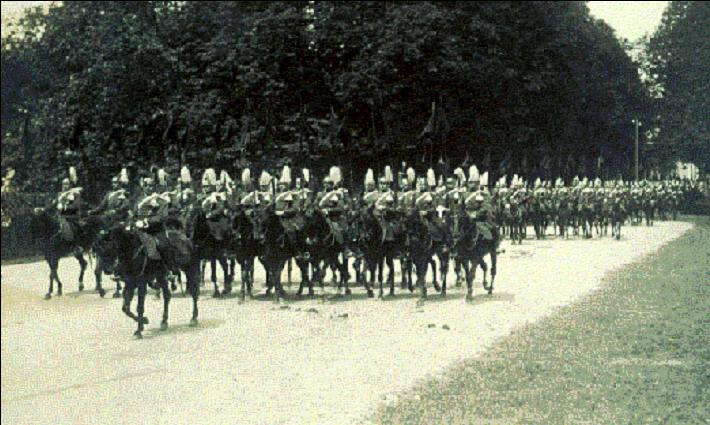
Ulanen-Regiment „König Wilhelm I.“ (2. Württembergisches) Nr. 20 auf dem Marsch zur Parade um 1907

Die 27. Kavallerie-Brigade (2. Königlich Württembergische) wurde am 31. März 1817 als 2. Reiter-Brigade der Württembergischen Armee in Esslingen am Neckar errichtet. 1831 wechselte sie nach Ulm  und wurde dort am 27. Juli 1849 aufgelöst.
Die Brigade wurde am 18. Dezember 1871 erneut errichtet und war bis zur Aufstellung des Brigadestabes am 3. Juli 1872 dem Kommando der Kavallerie unterstellt. Die Garnison befand sich zunächst in Ludwigsburg, von 1877 bis 1882 in Stuttgart, dann bis 1908 in Ulm und anschließend bis zur Auflösung wieder in Ludwigsburg. Die Brigade gehörte zur 27. Division (2. Königlich Württembergische) und ihr waren das 2. Ulanen-Regiment Nr. 20 und das 2. Dragoner-Regiment Nr. 26 unterstellt. Das Dragonerregiment schied 1894 aus dem Brigadeverbund und wurde durch das Ulanen-Regiment „König Karl“ (1. Württembergisches) Nr. 19 ersetzt.
Mit Ausbruch des Ersten Weltkriegs wurde die Brigade am 2. August 1914 aufgelöst. Das Ulanen-Regiment „König Karl“ (1. Württembergisches) Nr. 19 trat als Divisionskavallerie zur 27. Infanterie-Division, das Ulanen-Regiment „König Wilhelm I.“ (2. Württembergisches) Nr. 20 zur 26. Infanterie-Division.

## Kommandeure
| Dienstgrad                 | Name                                        | Datum                                  |
| -------------------------- | ------------------------------------------- | -------------------------------------- |
| Generalmajor               | von Moltke                                  | 01817                                  |
| Generalmajor               | Graf Friedrich Wilhelm von Bismarck         | 01818                                  |
| Generalmajor               | Freiherr Georg Ludwig Dietrich von Gaisberg | 01830                                  |
| nach der Wiedererrichtung  |                                             |                                        |
| Preuß. Oberst/Generalmajor | Ferdinand von Massow                        | 02. Dezember 1871 bis 2. Juni 1877     |
| Oberst/Generalmajor        | Wilhelm von Württemberg                     | 03. Juni 1877 bis 12. Juli 1882        |
| Oberst/Generalmajor        | Ludwig von Wagner-Frommenhausen             | 13. Juli 1882 bis 17. Oktober 1886     |
| Oberst                     | Ferdinand von Zeppelin                      | 18. Oktober 1886 bis 14. November 1887 |
| Preuß. Oberst              | Ernst von Leipziger                         | 15. November 1887 bis 22. August 1888  |
| Oberst                     | Alfred von Roeder                           | 24. August 1888 bis 13. Juli 1889      |
| Preuß. Oberst/Generalmajor | Konrad von Krell                            | 14. Juli 1889 bis 16. Februar 1893     |
| Preuß. Oberst/Generalmajor | Werner von Below                            | 17. Februar 1893 bis 19. Mai 1897      |
| Oberst/Generalmajor        | Eberhard von Roeder                         | 20. Mai 1897 bis 18. Juni 1901         |
| Oberst/Generalmajor        | Karl von Roeder                             | 19. Juni 1901 bis 18. Oktober 1905     |
| Preuß. Oberst/Generalmajor | Friedrich Schimmelpfennig von der Oye       | 19. Oktober 1905 bis 17. Mai 1908      |
| Oberst/Generalmajor        | Karl Albert von Knoerzer                    | 18. Mai 1908 bis 17. Dezember 1912     |
| Oberst/Generalmajor        | Max Thumb von Neuburg                       | 18. Dezember 1912 bis 18. April 1914   |
| Oberst                     | Ulrich von Württemberg                      | 19. Juni bis 1. August 1914            |